# Alexandra Mařasová
Alexandra Mařasová (ur. 26 października 1965 w Piešťanach) – słowacka narciarka alpejska reprezentująca Czechosłowację, srebrna medalistka mistrzostw świata juniorów.

## Kariera
Największy sukces na arenie międzynarodowej Alexandra Mařasová osiągnęła w 1983 roku, startując na mistrzostwach świata juniorów w Auron. Wywalczyła tam srebrny medal w slalomie, rozdzielając na podium Włoszkę Fulvię Stevenin i Austriaczkę Idę Ladstätter. Na tej samej imprezie była także piąta w slalomie gigancie, a w zjeździe zajęła 28. miejsce. W zawodach Pucharu Świata zadebiutowała w sezonie 1981/1982. Pierwsze punkty wywalczyła 27 marca 1982 roku Montgenèvre, gdzie była piętnasta w slalomie. Kilkakrotnie punktowała, jednak nigdy nie stanęła na podium. Najwyższe lokaty w zawodach tego cyklu uzyskała 16 stycznia 1983 roku w Schruns i 18 marca 1984 roku w Jasnej, gdzie slalom kończyła na siódmej pozycji. Najlepsze wyniki osiągała w sezonie 1983/1984, kiedy w klasyfikacji generalnej zajęła 55. miejsce. W 1984 roku wystartowała na igrzyskach olimpijskich w Sarajewie, gdzie w gigancie zajęła 26. miejsce, a rywalizacji w slalomie nie ukończyła. W drugiej połowie lat 80' zakończyła karierę.

## Osiągnięcia

### Igrzyska olimpijskie
| Miejsce | Dzień     | Rok  | Miejscowość | Konkurencja | Czas biegu  | Strata  | Zwyciężczyni     |
| ------- | --------- | ---- | ----------- | ----------- | ----------- | ------- | ---------------- |
| 26.     | 13 lutego | 1984 | Sarajewo    | Gigant      | 2:20,98 min | +5,39 s | Debbie Armstrong |
| DNF     | 17 lutego | 1984 | Sarajewo    | Slalom      | 1:36,47 min | -       | Paola Magoni     |

### Mistrzostwa świata juniorów
| Miejsce | Dzień   | Rok  | Miejscowość | Konkurencja | Czas biegu  | Strata  | Zwyciężczyni    |
| ------- | ------- | ---- | ----------- | ----------- | ----------- | ------- | --------------- |
| 28.     | 3 marca | 1983 | Sestriere   | Zjazd       | 1:32,49 min | +7,38 s | Marina Kiehl    |
| 5.      | 4 marca | 1983 | Sestriere   | Gigant      | 2:16,79 min | +2,25 s | Michaela Gerg   |
| 2.      | 5 marca | 1983 | Sestriere   | Slalom      | 1:38,46 min | +0,20 s | Fulvia Stevenin |

### Puchar Świata

#### Miejsca w klasyfikacji generalnej
- sezon 1981/1982: 81.
- sezon 1982/1983: 58.
- sezon 1983/1984: 55.